# Kikuyusporrhöna
Kikuyusporrhöna (Pternistis jacksoni) är en fågel i familjen fasanfåglar inom ordningen hönsfåglar.

## Utseende och läte
Kikuyusporrhönan är en stor och knubbig brun sporrhöna med röd näbb, röda ben och röd bar hud kring ögat. Den liknar fjällig frankolin men denna är mindre och mindre fylligt brun samt saknar det röda kring ögat. Vanligaste lätet är en serie med ljudliga och grova "skraa".

## Utbredning och systematik
Fågeln förekommer i bergsskogar i västra och centrala Kenya. Den behandlas som monotypisk, det vill säga att den inte delas in i några underarter.

### Släktestillhörighet
Tidigare placerades den i släktet Francolinus. Flera genetiska studier visar dock att Francolinus är starkt parafyletiskt, där arterna i Pternistis står närmare  t.ex. vaktlar i Coturnix och snöhöns. Även de svenska trivialnamnen på arterna i släktet har justerats från tidigare frankoliner till sporrhöns (från engelskans spurfowl) för att bättre återspegla släktskapet.

## Levnadssätt
Kikuyusporrhönan hittas i bergsskogar, skogsbryn, hedmarker och gräsmarker. Den ses ofta i par eller smågrupper och kan vara rätt lätt att komma nära.

## Status och hot
Arten har ett stort utbredningsområde, men tros minska i antal, dock inte tillräckligt kraftigt för att den ska betraktas som hotad. Internationella naturvårdsunionen IUCN listar arten som livskraftig (LC).

## Namn
Fågelns vetenskapliga artnamn hedrar Sir Frederick John Jackson (1860-1929), engelsk upptäcktsresande och viceguvernör i Brittiska Östafrika 1907-1911 och guvernör i Uganda 1911-1917, men även verksam som naturforskare och samlare.